# Малый Чеж
Малый Чеж — река в России, протекает в Кудымкарском районе Пермского края. Устье реки находится в 1,8 км по правому берегу реки Большой Чеж. Длина реки составляет 14 км.
Исток реки в лесах Верхнекамской возвышенности близ границы с Усольским районом в 8 км к северо-востоку от посёлка Каменка. Исток находится на водоразделе Иньвы и Полуденного Кондаса, рядом находится исток Полуденного Кондаса. Река течёт на юго-запад, всё течение проходит по ненаселённому лесу. Впадает в Большой Чеж юго-восточнее села Каменка незадолго до впадения самого Большого Чежа в Велву.

## Данные водного реестра
По данным государственного водного реестра России относится к Камскому бассейновому округу, водохозяйственный участок реки — Кама от города Березники до Камского гидроузла, без реки Косьва (от истока до Широковского гидроузла), Чусовая и Сылва, речной подбассейн реки — бассейны притоков Камы до впадения Белой. Речной бассейн реки — Кама.
По данным геоинформационной системы водохозяйственного районирования территории РФ, подготовленной Федеральным агентством водных ресурсов:
- Код водного объекта в государственном водном реестре — 10010100912111100008168
- Код по гидрологической изученности (ГИ) — 111100816
- Код бассейна — 10.01.01.009
- Номер тома по ГИ — 11
- Выпуск по ГИ — 1